# Danelle Ballengee
Danelle « Nellie » Ballengee, née le 21 juillet 1971 à Harbor City, est une sportive américaine d'endurance pluridisciplinaire, spécialiste notamment de raid nature, de raquette à neige et de skyrunning. Elle a remporté deux titres de championne du monde en raid nature et dix titres de championne d'Amérique du Nord de raquette à neige. Elle a également remporté quatre fois d'affilée le marathon de Pikes Peak.

## Biographie
Durant sa jeunesse, Danelle pratique le football et la course à pied. Durant ses études, elle s'essaie au volley-ball mais son entraîneur la renvoie de l'équipe car elle est trop petite pour ce sport. Elle se spécialise ensuite en cross-country. Après avoir terminé ses études en kinésiologie et en biologie à l'université du Colorado à Boulder, Elle décroche un poste de coach dans un centre de fitness à Boulder et s'engage en compétition dans la discipline naissante du skyrunning,,. En 1994, elle remporte sa première victoire au marathon de Pikes Peak lors de sa première participation.
En participant à son premier triathlon d'hiver, elle découvre la compétition de raquette à neige. Elle se rend aux Pays-Bas pour participer à une compétition internationale qu'elle remporte. Elle remporte son premier titre de championne d'Amérique du Nord en 1994. Entre 1997 et 2001, elle participe à plus d'une centaine de courses de raquette à neige qu'elle remporte toutes sans exception,.
Ne se contentant pas de participer aux courses, Danelle s'implique également dans l'organisation de manifestations. En 1997, elle relance l'ascension du mont Evans en 1997, la course de montagne ayant été interrompue depuis 1990. Le 1er juin 1997, elle participe à l'édition inaugurale des championnats du monde de duathlon longue distance à Zofingue où elle se classe sixième et meilleure Américaine. Le 17 août, elle remporte sa quatrième victoire d'affilée au marathon de Pikes Peak.
En 1998, elle termine septième et meilleure Américaine de l'Ironman Nouvelle-Zélande à Auckland.
En juillet 2000, elle participe à l'édition inaugurale des SkyGames à Cervinia. Elle y démontre ses qualités pluridisciplinaires en remportant la médaille de bronze sur l'épreuve du SkyMarathon ainsi que du SkyBike,. À la fin du mois, elle se lance comme défi de gravir les 55 pics de plus de 14 000 pieds (4 270 m) en un temps record. Elle commence son défi le 20 juillet 2000 à Silverton. En gravissant son cinquième sommet, le pic Wilson, elle est victime d'une crise d'angoisse mais parvient à se resaissir pour poursuivre son objectif. Elle doit ensuite faire face à de violents orages mais poursuit son périple. Elle termine finalement le 55e pic après 14 jours, 14 heures et 49 minutes, ayant parcouru 480 km et plus de 45 000 mètres de dénivelé positif,.
Essayant de vivre du sport, elle découvre le raid nature, notamment grâce à Mark Burnett et à l'Eco-Challenge qu'il organise. Ce sport offrant des primes de victoire substantielles, Danelle y voit une bonne raison de s'impliquer. Elle se lance avec succès dans ce sport,.
En août 2004, elle prend part au Raid the North Extreme au Canada qui accueille les championnats du monde des courses aventure. Avec ses coéquipiers du Team Nike ACG-Balance Bar Michael Tobin, Ian Adamson et Mike Kloser, ils parviennent à battre l'équipe suédoise Cross Sportswear pour 20 secondes après trois jours, neuf heures, 49 minutes et 30 secondes de compétition. Avec la même équipe, elle remporte le Raid World Championship en Patagonie argentine en décembre.
En février 2006, elle décroche le titre lors des premiers championnats des États-Unis de triathlon d'hiver à Breckenridge en terminant près d'une demi-heure avant sa plus proche poursuivante Lisa Jhung. Elle termine ensuite huitième aux championnats du monde de triathlon d'hiver à Sjusjøen après un départ en trombe. En mai, elle remporte les championnats des États-Unis de rogaine avec Rebecca Rusch. Après avoir été battue par Corinne Favre en 2005, elle est à nouveau annoncée favorite de l'édition 2006 du marathon de Pikes Peak qui accueille le Challenge mondial de course en montagne longue distance. La championne en titre Emma Murray ne se laisse pas impressionner. Les deux femmes mènent la course en tête, loin devant le reste du peloton. L'Australienne défend son titre avec succès en s'imposant quatre minutes devant Danelle. En septembre, elle participe aux SkyGames en Andorre et s'impose sur le kilomètre vertical devant Corinne Favre.
Le 13 décembre, elle se rend à l'Amasa Back Trail à quelques kilomètres de sa résidence de Moab pour effectuer une séance de jogging avec son chien Taz. Au bord d'une falaise, elle glisse sur une plaque de verglas et chute d'environ 18 mètres. Son bassin, son sacrum et trois de ses vertèbres se fracturent, lui causant une hémorragie interne et la paralysant. Sous l'impulsion de l'adrénaline, elle parvient à ramper 400 mètres pendant cinq heures jusqu'à trouver un peu d'eau au fond d'une doline. Elle effectue des petites séances de crunch pour conserver son corps à température et profite de la présence de son chien pour se réchauffer la nuit. Ce dernier effectue des allers-retours toujours plus longs dans l'espoir d'attirer l'attention. Après deux jours, ses proches s'inquiètent de sa disparition et lancent des recherches. Au troisième jour, Taz retourne au point de départ où il est vu par l'équipe de recherche qui a retrouvé le pick-up de Danelle. Ne se laissant pas attraper, Taz parvient à mener l'équipe de recherche au lieu où se trouve Danelle. Elle est finalement sauvée après 56 heures passées dans le désert,,. Sa mésaventure a fait l'objet d'un épisode de l'émission Je ne devrais pas être en vie.
Elle reprend brièvement la compétition après sa convalescence. Elle donne ensuite naissance à ses deux enfants. Depuis 2008, elle organise le Moab Trail Marathon qui emprunte le même chemin où elle a connu son accident.
Elle est admise au Colorado Running Hall of Fame en 2012.

## Palmarès en skyrunning
| no  | féminin            | Course                                                  | Longueur | Départ             | Temps           |
| --- | ------------------ | ------------------------------------------------------- | -------- | ------------------ | --------------- |
| 12e | Médaille d'or      | Marathon de Pikes Peak                                  | 42,2 km  | 21 août 1994       | 4 h 24 min 48 s |
| 22e | Médaille d'or      | Marathon de Pikes Peak                                  | 42,2 km  | 20 août 1995       | 4 h 38 min 55 s |
|     | Médaille d'or      | Aspen Castle Peak SkyMarathon                           | 42,2 km  | 9 juin 1996        | 3 h 30 min 33 s |
|     | Médaille d'or      | Cervinia Breithorn SkyMarathon                          | 27 km    | juillet 1996       | 3 h 21 min 26 s |
| 10e | Médaille d'or      | Marathon de Pikes Peak                                  | 42,2 km  | 18 août 1996       | 4 h 36 min 42 s |
|     | Médaille d'or      | Everest SkyMarathon                                     | 42,2 km  | 6 octobre 1996     | 3 h 55 min 19 s |
| 22e | Médaille d'or      | Marathon de Pikes Peak                                  | 42,2 km  | 17 août 1997       | 4 h 43 min 46 s |
|     | Médaille d'or      | U.S. Fila SkyMarathon                                   | 42,2 km  | 28 juin 1998       | 4 h 26 min 22 s |
|     | Médaille d'argent  | U.S. Fila SkyMarathon                                   | 42,2 km  | 27 juin 1999       | 4 h 21 min 48 s |
| 16e | Médaille d'argent  | U.S. Fila Sky Half Marathon                             | 21,1 km  | 25 juin 2000       | 2 h 4 min 46 s  |
|     | Médaille de bronze | SkyGames - SkyMarathon                                  | 42,2 km  | 9 juillet 2000     | 3 h 53 min 31 s |
| 12e | Médaille d'argent  | U.S. Fila SkyMarathon                                   | 27,3 km  | 24 juin 2001       | 2 h 49 min 34 s |
|     | Médaille d'argent  | U.S. Fila SkyMarathon                                   | 42,2 km  | 11 mai 2003        | 4 h 21 min 47 s |
| 7e  | Médaille d'or      | Breckenridge Crest Mountain Marathon                    | 42,2 km  | 4 septembre 2004   | 4 h 11 min 58 s |
| 17e | Médaille d'argent  | Marathon de Pikes Peak                                  | 42,2 km  | 21 août 2005       | 4 h 31 min 36 s |
| 12e | Médaille d'argent  | Challenge mondial de course en montagne longue distance | 42,2 km  | 20 août 2006       | 4 h 25 min 44 s |
|     | Médaille d'or      | SkyGames - Kilomètre vertical                           | 3 km     | 1er septembre 2006 | 57 min 33 s     |

## Palmarès en raquette à neige
| no  | féminin           | Course                                              | Longueur | Départ          | Temps           |
| --- | ----------------- | --------------------------------------------------- | -------- | --------------- | --------------- |
| 2e  | Médaille d'argent | Championnats d'Amérique du Nord de raquette à neige | 10 km    | 20 janvier 2001 | 1 h 11 min 57 s |
| 1re | Médaille d'or     | Championnats d'Amérique du Nord de raquette à neige | 10 km    | 15 mars 2003    | 54 min 47 s     |
| 1re | Médaille d'or     | Championnats d'Amérique du Nord de raquette à neige | 10 km    | 13 mars 2004    | 56 min 13 s     |

## Palmarès en raid nature
- 1999
  - 2e de la Mild Seven Outdoor Quest
- 2000
  - 1re de la Mild Seven Outdoor Quest
- 2001
  - 1re de la Mild Seven Outdoor Quest
  - 2e de la Wild Onion Urban Adventure Race
- 2002
  - 1re de la Primal Quest Adventure Race
  - 1re de l'Extreme Adventure Hidalgo
  - 1re de la Salomon Winter Adventure Race
  - 2e de l'Eco Challenge Adventure
  - 2e de la Wild Onion Urban Adventure Race
- 2003
  - 1re de la Primal Quest Adventure Race
  - 2e de la Wild Onion Urban Adventure Race
- 2004
  -  aux championnats du monde des courses aventure
  -  au Raid World Championship
  - 1re de la Primal Quest Adventure Race
  - 1re de l'Extreme Adventure Hidalgo
- 2006
  - 1re de l'Extreme Adventure Hidalgo

## Records
| Épreuve       | Performance    | Date             | Lieu            |
| ------------- | -------------- | ---------------- | --------------- |
| 10 kilomètres | 39 min 41 s    | 13 novembre 1999 | Longmont        |
| 15 kilomètres | 1 h 4 min 11 s | 13 juin 1993     | Manitou Springs |
| 10 miles      | 1 h 8 min 43 s | 12 juin 1994     | Manitou Springs |
| Marathon      | 2 h 49 min 1 s | 15 janvier 1995  | Houston         |